# ボクシトゴルスク
ボクシトゴルスク（ロシア語: Бокситого́рск, ラテン文字転写: Boksitogorsk）は、ロシアのレニングラード州南東部にある町。人口は1万6185人（2021年）。
サンクトペテルブルクからは東へ245キロメートルほどに位置する。チフビン高地の縁にあり、ネヴァ川水系のピャルドムリャ川に沿う。

## 歴史
1916年にチフビンから来た技師のピョートル・チホノヴィッチ・チモフェイエフがこの地域の岩石標本をサンクトペテルブルクの地質学委員会に送り、一帯にはボーキサイトの鉱床があることが明らかになった。1929年にボーキサイト鉱山の労働者の集落としてボクシチ（Бокси́ты）という名の村が誕生した。1935年には都市型集落となりボクシトゴルスク（ボーキサイトの山の町）と改名された。1940年には人口は1万人近くを数え、学校や幼稚園・保育園、食堂、商店などが建っていた。
1950年には市となり、1952年7月25日にはボクシトゴルスク地区の中心地となった。第二次世界大戦時にはドイツ兵を収容する第157捕虜収容所も建てられていた。
町の人口は1979年の国勢調査で23,200人を記録したが、1980年代以降は人口が減少して今に至る。人口の多くはロシア民族となっている。

## 経済
ロシアの非鉄金属メーカー・ルサールの子会社がありボーキサイトなどを製造するほか、鉄筋コンクリート、酒類、食品、牛乳などの工場が立地する。

## 交通
最寄りの旅客駅は20キロメートル北のボリショイ・ドヴォル駅で、1906年に開業したサンクトペテルブルク-ヴォログダ-キーロフ間の路線上にある。ボクシトゴルスクへはこの駅から貨物線が伸び、さらに南のボーキサイトの露天掘り鉱山へと続いている。道路は、サンクトペテルブルクとヴォログダを結ぶA-114号線がボクシトゴルスクの北10キロメートルを走っている。

## 文化
14キロメートル離れたリストヴェンカ村には16世紀に建てられた生神女誕生聖堂が建つ。30キロメートル離れたルドナヤ・ゴルカ村では、地上を流れる川が穴の中に消え、2キロメートルにわたって地下を流れるという珍しい場所がある。